# Salvia halaensis
Salvia halaensis là một loài thực vật có hoa trong họ Hoa môi. Loài này được Vicary miêu tả khoa học đầu tiên năm 1848.